# 지구 속 여행

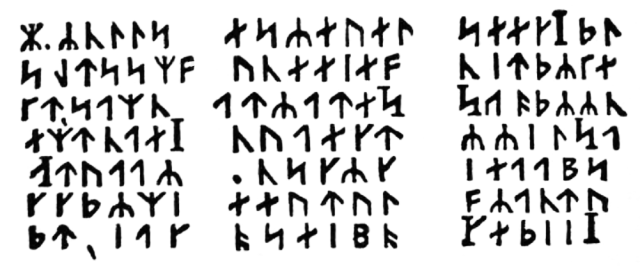

지구 속 여행(프랑스어: Voyage au centre de la Terre)는 프랑스 작가 쥘 베른이 1864년에 쓴 고전 과학소설이다.

## 등장 인물
리덴브로크 교수(Lidenbrock): 독일의 광물학자로 키가 크고 마른 체격에 성격이 급하고 신경질적이다.
악셀(Axel): 리덴브로크 교수의 조카로 주의력이 깊은 젊은이이다.
그라우벤(Grauben): 악셀의 약혼녀이다.
한스(Hans Bjelke): 덴마크어를 쓰는 과묵한 성격의 사냥꾼으로 악셀과 리덴브로크 교수의 가이드가 되어 준다.

## 줄거리
1863년 5월 24일, 일요일 독일 함부르크의 주인공 리덴브로크 교수의 저택에서 리덴브로크(Lidenbrock) 교수는 스노리 스툴수손의 필사본에서 아르네 사크누셈의 암호가 적힌 문서를 발견하고, 그의 조카인 악셀(Axel)이 우연히 그 문서를 풀어 목적지인 아이슬란드에 사냥꾼인 한스(Hans)와 같이 간다. 그리고 스네펠스 화산의 분화구로 내려가 온갖 시련을 겪고 지구 중심부에 도착한다. 리덴브로크 해를 건너다가 어떤 바위산을 뚫어 이탈리아의 화산의 분화구로 탈출한다.

## 참고 사항
- 2008년 영화 잃어버린 세계를 찾아서는 이 소설을 바탕으로 제작된 영화이다.
- 이 소설은 악셀(Axel)의 시점으로 쓰인 1인칭 주인공 시점이다.